# Albert Scherrer
Albert Scherrer est un pilote automobile suisse, né le 28 février 1908 à Riehen et mort le 5 juillet 1986 à Bâle. 
Il courut principalement en course de côte, mais il a également participé à son Grand Prix national, comptant pour le championnat du monde, en 1953, au volant d'une HWM.